# Elisabeth Eidenbenz
Elisabeth Eidenbenz (Wila, Zúric, Suïssa, 12 de juny de 1913 - Zúric, Suïssa, 23 de maig de 2011) va ser una mestra i activista suïssa que dirigí la Maternitat d'Elna.

## Biografia
Elisabeth Eidenbenz (anomenada familiarment Bethli) era la tercera filla (de sis) de Johann Albrecht Eidenbenz, pastor protestant, i de la seva esposa Marie Hess. La seva era una família en què, tradicionalment, les dones havien treballat en professions com ara mestres d'escola elemental o d'escoles religioses, llevadores o infermeres; entre els homes, hi havia ensenyants, teòlegs, artistes i comerciants.
Després d'acabar els estudis de magisteri va treballar com a mestra suplent en algunes en algunes escoles de barris obrers de Zúric i Winterthur. El 1937, a través de la delegació suïssa del Servei Civil Internacional Eidenbenz va entrar com a voluntària de l'Associació d'Ajuda Suïssa als nens víctimes de la Guerra Civil espanyola, coneguda com Ajuda Suïssa. El 24 d'abril de 1937, un grup de voluntaris suïssos, entre els quals hi havia Eidenbenz, van arribar a Burjassot en un comboi de quatre camions amb productes de primera necessitat. Es van instal·lar en una casa abandonada que van habilitar i des d'allà els camions repartien per València —també anaven a Madrid— l'ajuda material que anava arribant de Suïssa. Després de l'estiu també van comptar amb un autobús per evacuar persones —principalment mainada— de les zones on els bombardejos eren més intensos.
Després de la caiguda de la Segona República Espanyola, els exiliats es van haver de refugiar en els camps francesos, en els quals molts van morir per desnutrició, malalties i altres misèries. Les dones embarassades que es trobaven en camps de refugiats no tenien un espai on parir ni tampoc cap ajuda per subsistir amb els seus nadons. Eidenbenz va ser enviada al sud de França per dirigir una primera maternitat i casa de convalescència a Brullà i, més tard, una segona que es va ubicar en un palauet (el Castell d'en Bardou) abandonat a Elna, prop dels camps de refugiats de les platges del Rosselló (Argelers, Sant Cebrià, etc.), que després seria conegut com la Maternitat suïssa d'Elna.

Inicialment la institució es va mantenir gràcies a donacions voluntàries que arribaven d'Europa, però després del començament de la Segona Guerra Mundial, els fons van disminuir i van començar a arribar refugiats de França i altres països europeus. Principalment eren dones jueves que fugien de l'ocupació nazi. Per això, la maternitat es va veure obligada a associar-se amb la Creu Roja i acatar-ne la política sobre neutralitat, la qual cosa li impedia d'acollir refugiats polítics, sobretot jueus. Per resoldre aquest entrebanc, Elisabeth Eidenbenz decidí de falsejar la identitat de moltes dones amb la finalitat de burlar aquestes lleis. Van ser molt fustigats per la Gestapo, fins al punt que en una ocasió ella mateixa fou detinguda. Van salvar aproximadament 400 nens espanyols i catalans, i 200 de jueus procedents d'Europa.

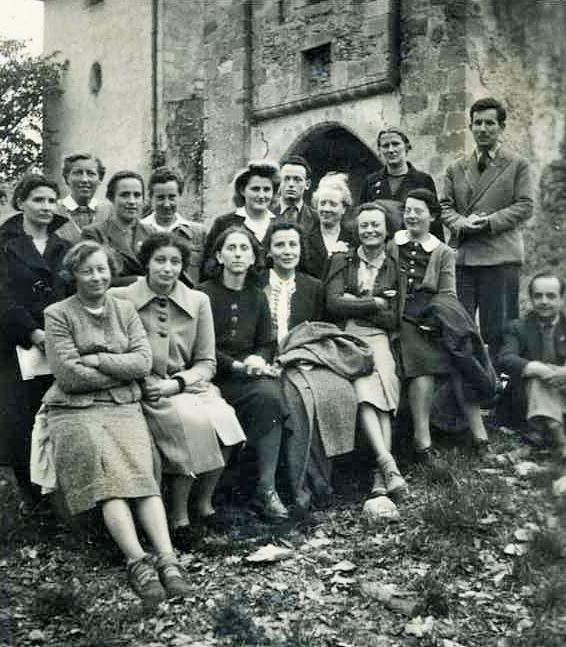
Elisabeth Eidenbenz (2a fila: 2a esquerra) Reunió del personal del SAK, Château de la Hille, 1941.

Acabada la Segona Guerra Mundial, treballà durant deu anys ajudant els que s'havien quedat sense casa a Viena. A partir del 1956 es dedicà a la reinserció laboral femenina, tornà a exercir de mestra i ensenyà a llegir a moltes dones analfabetes, filles, en la majoria de casos, de famílies desestructurades. Els darrers anys de la seva vida vivia retirada a Rekawinkel, a 30 km de Viena.

La historiadora Assumpta Montellà va recuperar la història a La maternitat d'Elna. Bressol dels exiliats, amb el testimoni, entre d'altres, de la mateixa Eidenbenz (Badalona: Ara Llibres, 2005), en el qual compara la seva acció amb la d'Oskar Schindler. El 2006 la Generalitat de Catalunya concedí a Elisabeth Eidenbenz la Creu de Sant Jordi.

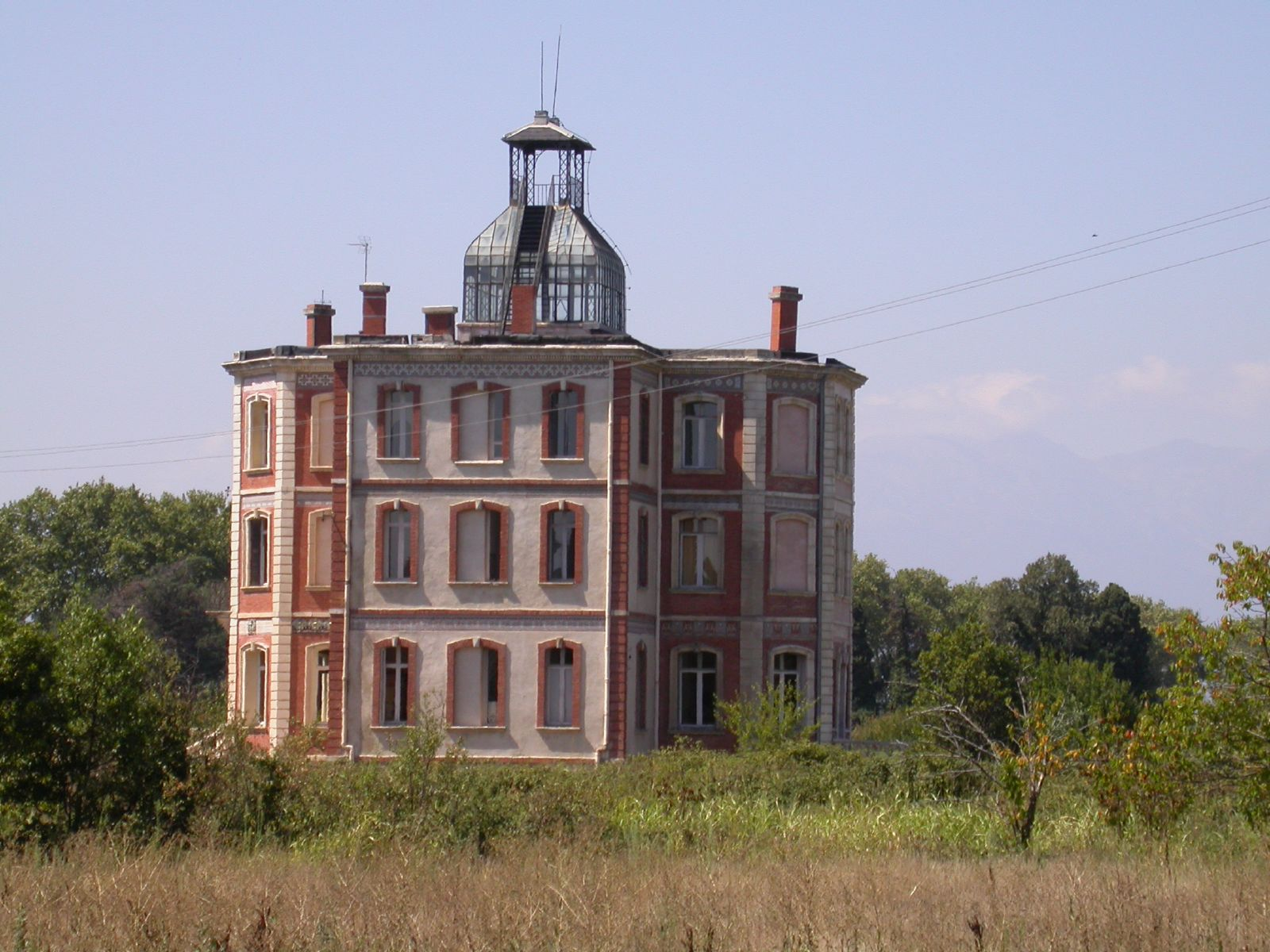
La Maternitat d'Elna

## Llegat
Són nombrosos els municipis que han anomenat un carrer o una plaça en honor de l'Elizabeth Eidenbenz. Entre d'altres: Vic (2005), Palafrugell (2010), Barcelona (2017), Esplugues de Llobregat (2018).